# Théo Frilet
Théo Frilet (Paris, 1987) é um ator francês.
Estudou teatro e dramaturgia no Cours De Théâtre Wrz e no Cours Florent e seu primeiro trabalho na frente das câmaras, foi o telefilme "Un jour d'été" (2006). Em 2007, estreou no cinema, com o filme "Ceux qui restent".
Entre seus principais trabalhos, estão produções cinematográficas como "Des poupées et des anges", "Nos 18 ans" ou "Vermelho Brasil", ou telefilmes, como "Saïgon, l'été de nos 20 ans", "Guy Môquet, un amour fusillé" e "Candice Renoir".
Também atua como dublador e seus principais trabalhos foram no filme sul-coreana "Snowpiercer" e na produção americana "A Teoria de Tudo".
Em 2009, foi o ganhador do dois prêmios de ator revelação: no "Festival de la fiction TV de La Rochelle" e no "Club Audiovisuel de Paris", ambos com o filme "Des Gens qui passent" e em 2014 ganhou o prêmio de melhor ator no "Festival des créations télévisuelles de Luchon", com o filme "Ceux de 14". Ainda em 2009, foi indicado ao César, pelo filme "Nés en 68".